# Ману Трігерос
Ману Трігерос (ісп. Manu Trigueros; нар. 17 жовтня 1991, Талавера-де-ла-Рейна) — іспанський футболіст, півзахисник клубу «Вільярреал».

## Клубна кар'єра
Народжений в місті Талавера-де-ла-Рейна, провінція Толедо, Трігерос починав свою футбольну кар'єру в клубі «Реал Мурсія», виступаючи за її другу команду. З «Мурсії» Трігерос пішов в червні 2010 року, коли основна команда покинула Сегунду за підсумками сезону 2009/10. Згодом він підписав контракт з «Вільярреалом», приєднавшись до його третьої групи.
Офіційно Трігерос дебютував у складі «Вільярреала Б» 4 червня 2011 року, відігравши 30 хвилин в програшному (1-2) гостьовому матчі проти «Бетіса» в рамках Сегунди. 11 лютого 2012 він забив свій перший м'яч за «Вільярреал Б», який став лише голом престижу в гостьовому поразку (1-3) від «Сабадель». В Сегунді 2011/12 Трігерос регулярно виходив на поле у складі «Вільярреала Б», який фінішував на 12-му місці, але змушений був покинути Сегунду, так як туди вилетіла основна команда клубу, яка посіла 18-е місце в Прімері.
У червні 2012 року Трігерос став гравцем основної команди «Вільярреала», таким чином він продовжив свої виступи в Сегунді. У сезоні 2012/13 він провів 36 матчів, відзначившись трьома голами, тим самим зробивши свій внесок у повернення «Вільярреала» до Прімери.
У прикладі Трігерос ж дебютував 19 серпня 2013 року, замінивши на 53-й хвилині Томаса Піну в гостьовому переможному (3-2) матчі проти «Альмерії». Перший же свій гол у Примері Трігерос забив в домашньому матчі проти «Осасуни», яке відбулося 3 лютого 2014 і завершився перемогою господарів (3-1).
28 квітня 2024 року поєдинок Ла-Ліги проти «Райо Вальєкано» став для нього 500-им матчем у професіональній кар'єрі.

## Статистика виступів

### Статистика клубних виступів
Станом на 15 травня 2016
| Сезон             | Команда           | Чемпіонат         | Чемпіонат | Чемпіонат | Національний кубок | Національний кубок | Національний кубок | Континентальні кубки | Континентальні кубки | Континентальні кубки | Інші змагання | Інші змагання | Інші змагання | Усього | Усього |
| Сезон             | Команда           | Ліга              | Ігор      | Голів     | Ліга               | Ігор               | Голів              | Ліга                 | Ігор                 | Голів                | Ліга          | Ігор          | Голів         | Ігор   | Голів  |
| ----------------- | ----------------- | ----------------- | --------- | --------- | ------------------ | ------------------ | ------------------ | -------------------- | -------------------- | -------------------- | ------------- | ------------- | ------------- | ------ | ------ |
| 2012–13           | «Вільярреал»      | СД                | 36        | 3         | КІ                 | 1                  | 0                  | -                    | -                    | -                    | -             | -             | -             | 37     | 3      |
| 2013–14           | «Вільярреал»      | ПД                | 35        | 2         | КІ                 | 3                  | 0                  | -                    | -                    | -                    | -             | -             | -             | 38     | 2      |
| 2014–15           | «Вільярреал»      | ПД                | 33        | 1         | КІ                 | 7                  | 2                  | ЛЄ                   | 10                   | 0                    | -             | -             | -             | 50     | 3      |
| 2015–16           | «Вільярреал»      | ПД                | 31        | 2         | КІ                 | 2                  | 1                  | ЛЄ                   | 12                   | 0                    | -             | -             | -             | 45     | 3      |
| Усього за кар'єру | Усього за кар'єру | Усього за кар'єру | 135       | 8         |                    | 13                 | 3                  |                      | 22                   | 0                    |               | -             | -             | 170    | 11     |

## Досягнення
«Вільярреал»
- Володар Ліги Європи УЄФА: 2020-21